# Sottevast
Sottevast is een gemeente in het Franse departement Manche (regio Normandië). De plaats maakt deel uit van het arrondissement Cherbourg-Octeville. Sottevast telde op 1 januari 2022 1.455 inwoners.

## Geografie
De oppervlakte van Sottevast bedroeg op 1 januari 2022 10,82 vierkante kilometer; de bevolkingsdichtheid was toen 134,5 inwoners per km².

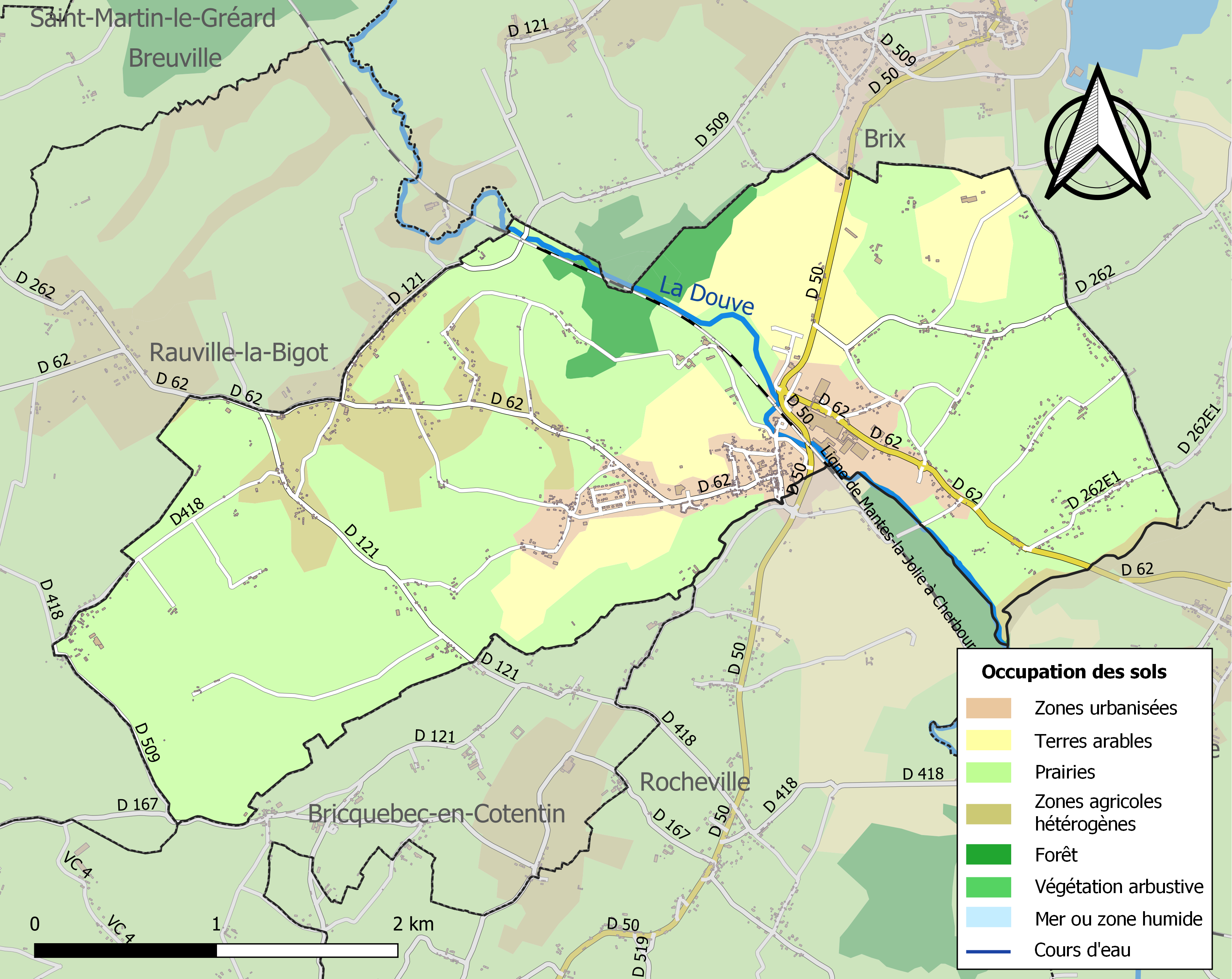
Kaart van de gemeente met de belangrijkste infrastructuur, bodemgebruik en omliggende gemeenten

## Demografie
Onderstaande figuur toont het verloop van het inwonertal (bron: INSEE-tellingen).